# サラント

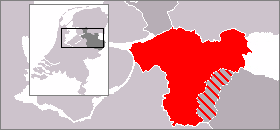
サラント地方の範囲（赤い部分）。斜線部分はトヴェンテ (Twente) 都市域に重複する。

サラント (Salland) は、オランダ東部オーファーアイセル州にある地方。おおむね同州の西半分を範囲とし、州都ズヴォレ、デーフェンテル、カンペンなどが含まれるが、正確な範囲はあいまいである。サラントの名には歴史があり、その名が初めて現れるのは中世の初めである。